# Anax ephippiger
Anax ephippiger (Burmeister, 1839)  je vrsta iz familije Aeshnidae. Srpski naziv ove vrste je Lutajući carević.

## Opis vrste
Trbuh ove vrste je svetlobraon sa crnom linijom duž celog tela. Drugi trbušni segment mužjaka je plav, dok je kod ženki i on braon. Grudi oba pola su u kombinaciji braon (gornja polovina) i žute boje (donja polovina). Oči oba pola su braon boje. Krila su providna, a sredina donjeg para je svetlobraon. Pterostigma je izdužena i braon boje. Generalno, po obojenosti slična vrsti Anax parthenope, ali nema žuti prsten na početku abdomena i nešto je sitnija od nje..

## Stanište
Toplija, plitka jezera i bare na manjim nadmorskim visinama.    

## Životni ciklus
Nakon parenja ženke polažu jaja u vodene biljke. Jaja se brzo razvijaju i iz njih izlaze larve čiji rast i razviće traje oko dve godine. Odrasle larve izlaze iz vode i izležu se na obalnim biljkama ili granju na kojima ostavljaju svoju egzuviju.

## Sezona letenja
Sezona letenja traje od aprila do septembra..